# Cơ học thống kê
Cơ học thống kê là ngành vật lý áp dụng phương pháp thống kê của toán học cho môn cơ học, ở đó tập trung vào chuyển động của hạt, hay vật khi chúng được tác dụng bởi một lực. Nó được sử dụng xuyên suốt các đối tượng, từ hệ vi mô, các nguyên tử, phân tử đến thế giới trung mô, thế giới mà ta đang sống, do vậy nó giải thích nhiệt động lực học giống như kết quả của quá trình thống kê và bộ máy cơ học, bao gồm cả cổ điển lẫn hiện đại. Thực tế, kết quả của phương pháp này, dựa trên việc quan sát, thống kê các số liệu của các phân tử riêng biệt, có thể miêu tả được đặc điểm của vật chất do phân tử này tạo thành.